# 新錫德爾湖-千湖區國家公園
47°43′12″N 16°45′52″E / 47.72000°N 16.76444°E

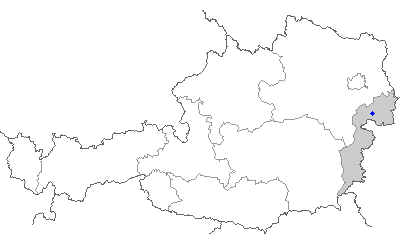

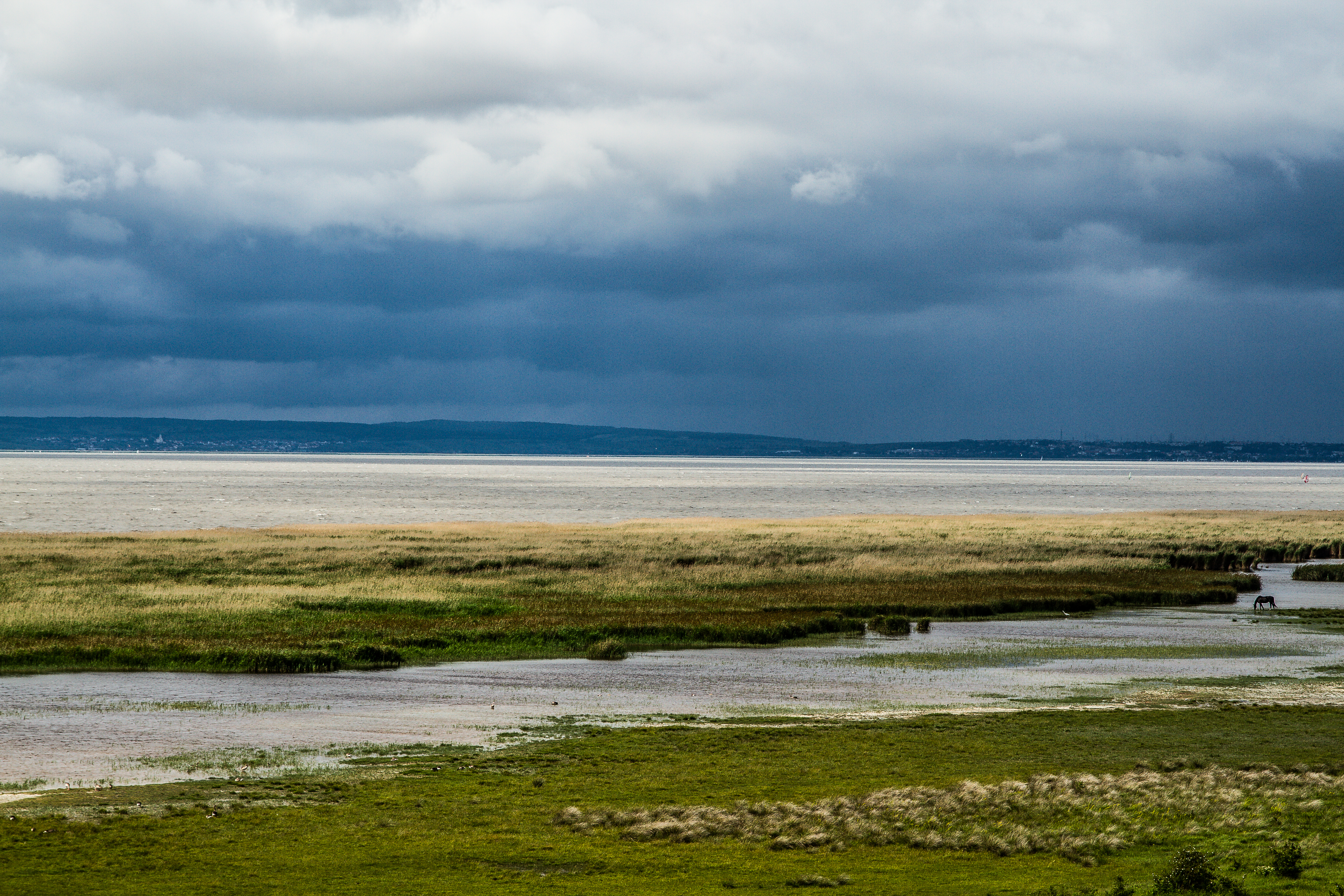

新錫德爾湖-千湖區國家公園是奧地利的國家公園，位於該國東部布爾根蘭州，處於小匈牙利平原西側，成立於1993年，面積97平方公里。